# Le Rat d'Amérique
Le Rat d'Amérique est un roman de Jacques Lanzmann (1927-2006), publié en 1956.
Écrit comme une autobiographie, au présent et à la première personne, il met en scène un jeune peintre français qui décide, après la Seconde Guerre mondiale, de partir tenter sa chance en Amérique du Sud.
Conçu comme un roman picaresque, cet ouvrage en trois parties expose les diverses aventures du personnage principal sur tout le continent, ses rencontres souvent surprenantes, ses métiers exercés, dans une véritable fuite en avant à la recherche d'un rêve de réussite qui s'envolera vite au profit de l'espoir de rentrer en France, même pour y mourir. 
Tout au long de ses pérégrinations, le héros va dépeindre, de façon très précise et crue, la réalité des conditions de vie misérables des populations latino-américaines et les travers des hommes, mais sans véritablement porter de jugement moral.
Malgré tous ses efforts — parfois prodigieux — le héros ne pourra jamais élever sa condition, et sera réduit à survivre, à souffrir, et à voyager avec l'espoir vital de retrouver son pays natal.
Jean-Gabriel Albicocco a réalisé en 1963 une adaptation cinématographique de ce roman.

## Histoire

### Première partie: L'Espoir
Georges Fridmann, peintre de profession, quitte la France après avoir passé avec succès un contrôle médical qui annonce la couleur du roman : les descriptions seront crues, la misère humaine exposée sans fard avec son lot d'injustice et d'indifférence, et la maladie très présente.
Après un long voyage en bateau, il arrive à Asunción au Paraguay. Il rentre alors en contact avec les Mélamede, des cousins à lui, qui ont fui l'Europe pour survivre aux persécutions antisémites. On apprend alors que le héros est juif. Ces derniers, déçus de voir qu'il arrive sans le sou, tentent de lui faire rencontrer de riches paraguayennes. Devant la gaucherie du héros, ils finissent par s'en débarrasser en lui louant une chambre dans une pension, dans laquelle il aura une aventure très courte avec la servante Rosa.
Sans argent, ne pouvant vivre de sa peinture, le héros cherche du travail, mais n'en trouve pas. À force d'errer en ville, affaibli par la faim, il rencontre un bar tenu par des Belges, d'anciens nazis ayant trouvé refuge en Amérique du Sud. Malgré son dégoût pour eux, il est forcé de se lier à leur groupe afin de survivre de petites combines, après avoir prouvé, examen à l'appui, qu'il n'était pas circoncis. Il expose rapidement au passage sa jeunesse dans la Résistance et sa fuite d'une prison tenue par les S.S à Clermont-Ferrand.
Il essaie alors de rencontrer les autorités françaises, qui ne font aucun cas de lui, puis découvre qu'il a attrapé la syphilis. Ses camarades nazis lui recommandent alors un médecin fou, ancien nazi lui aussi, qui va l"opérer" avec une grande sauvagerie. 
De beuveries en visites au bordel, il se lie d'amitié avec Paul, un génie du jeu de cartes, qui lui apprend le métier. Tous les deux, ils vont gagner beaucoup d'argent au casino en s'associant illégalement à la table de jeu et en comptant les cartes. Rapidement découverts, ils font un bref passage en prison puis sont libérés et partent dans le nord du pays. Ils se font engager dans la jungle comme mercenaires d'escorte de cargaison, dans cette région de trafic soumise à de fréquents combats : lors de l'un d'eux, les deux personnages fuient et trouvent refuge à Mar del Plata, ville de casinos argentine. Ils survivent en lavant les voitures des clients du casino et en jouant leurs salaires. Paul, drogué du jeu, perd souvent la raison et agace Georges : ils décident alors de partir pour le Chili, et gagnent de quoi voyager à force de petits boulots, en vendant leur sang, et en escroquant 1 000 dollars à une connaissance de Paul.
Arrivés au Chili la folie du jeu reprend Paul, qui menace de mort Georges Fridmann : ce dernier décide alors de continuer l'aventure seul.

### Deuxième partie: La Chute
Une fois à Santiago, il est dirigé vers la Maison de France, une sorte de pension tenue par la communauté française. Il est logé dans une chambre de bonne et nourri pour presque rien. Il passe ses soirées à errer en ville, à sortir dans des clubs avec un assassin de renom, El Torito, fréquente une prostituée, tente une exposition de ses toiles, et subit l'hypocrisie, l'antisémitisme et la méfiance de ses compatriotes. L'envie de rentrer en France l'obsède car il a compris qu'il n'avait plus rien à attendre de ce continent.
Du jour au lendemain, il tombe gravement malade, est hospitalisé, puis agonise dans un couloir de la Maison de France. On diagnostique finalement une péritonite, et le héros, après s'être vu mourir, reprend des forces, tandis que la communauté française le considère maintenant avec plus de fraternité. Fridmann fait son possible pour être rapatrié, malgré les mises en garde de ses connaissances qui lui expliquent qu'on ne quitte plus le Chili quand on y est, exemples personnels  à l'appui...Il tombe ensuite amoureux d'une fille de bonne famille, et ses malaises le reprennent; il est alors psychanalysé, et son médecin, fasciné par son passé de combattant, lui offre un voyage à l'Ile de Pâques, durant lequel il échappe de justesse à un mariage forcé après avoir séduit une autochtone.
Requinqué par ce périple, il dévalise la Maison de France (mais il ne trouve rien dans le coffre et se fait attraper par le gérant de l'établissement) et se lie avec Caracey, un Français qui lui promet (en vain) de lui financer son rapatriement en échange de services sado-masochistes.
Lors d'une virée dans les music-halls qu'il fréquente, Georges sauve de la mort un Français, Reiss, qui se trouvait sous la menace de l'assassin El Torito. En retour, Reiss lui donne la moitié de la somme nécessaire pour son rapatriement. Hélas, la police arrête Reiss, qui se donne la mort, sans que l'on sache pourquoi. Fridmann se fait alors embaucher par un Français qui tente de lancer un mouvement proche du scoutisme, et son obsession pour la France grandit encore.

### Troisième partie: La Remontée
Des élections entraînent des heurts politiques au Chili; lors d'une manifestation durement réprimée, un mineur de cuivre dénommé Muller vient en aide à Fridmann. Il intercède ensuite en faveur du français pour que ce dernier profite d'un bateau chargé de salpêtre pour rentrer en Europe.
Afin de payer la somme nécessaire (60 dollars), Georges s'engage dans la mine qui embauche Muller. Il passera plusieurs mois au sein de cette mine. Ce passage inspirera Maurice Nadeau, qui le considère comme "le clou du récit : l'embauchage dans une mine de cuivre de la cordillère des Andes, à 4 500 mètres d'altitude! Jacques Lantzmann brosse ici un tableau précis et hallucinant qui nous transporte en plein cauchemar. Cette mine bloquée dans les neiges éternelles, administrée comme un camp de concentration, et dont quelques fous tentent périodiquement de s'évader par un téléphérique qui les transporte dans la plaine à l'état de cadavres depuis longtemps gelés, dispense plus d'horreur que les plus minutieuses constructions de Kafka" (4e de couverture de l'édition Folio 1955). La description de cette mine, véritable enfer en sous-sol, dont le syndicat semble le seul lien avec l'humanité, met en scène le travail harassant, les accidents mortels du travail, l'administration tyrannique, les tâches ahurissantes dévolues aux différentes équipes de mineurs, les beuveries à l'alcool et à la poudre de dynamite, les visites des prostituées et des familles, les jeux de hasard qui ruinent les plus faibles, l'attente du dégel, et surtout de longs récits autour du téléphérique, le seul lien -mais un lien mortel- avec la plaine et la ville.
Après des semaines de travail acharné dans des conditions abominables, que seule la perspective du retour en France permet de supporter, Georges obtient suffisamment de dollars pour quitter la mine -à regrets néanmoins, de crainte d'être considéré comme un "déserteur" par ses compagnons d'infortune.
Heureux de retrouver l'Europe, mais craignant de mourir, Fridmann prend un train sans toit, au milieu de pauvres hères et de voyous, pour parcourir 3000 kilomètres jusqu'au port d'embarquement du cargo plein de salpêtre. Arrivé à destination, il attend l'arrivée du bateau, et rencontre à nouveau un Belge, Julien, avec qui il partagera ses quelques dollars, pendant des semaines, sur la plage, à attendre le navire. Alors que plus personne ne semble savoir où est ce bateau et s'il arrivera vraiment, le héros aperçoit le cargo, à son réveil, sur le quai. Il sait alors que sa vie recommence, et que le continent américain est derrière lui. Le héros peut dès lors "oublier maintenant et se rappeler plus tard" (ultime phrase du roman)

## Commentaires
- Sans être une autobiographie, ce roman reprend des tranches de vie de l'auteur : son arrestation en tant que résistant, ses professions d'artiste peintre (1948-1955) et de mineur au Chili (1952-1953) par exemple.

- Claude Roy a comparé ce roman à Gil Blas, et au Voyage au bout de la nuit de Louis-Ferdinand Céline.